# 长瓣扁担杆
长瓣扁担杆（学名：Grewia macropetala）是锦葵科扁担杆属的植物，为中国的特有植物。分布于中国大陆的广东等地，一般生长在林中，目前尚未由人工引种栽培。